# 亚德加尔·默罕默德
亚德加尔·穆罕默德(?-1565)，喀山汗國末代可汗。
他是阿斯特拉罕汗卡西姆的兒子，在1542年至1550年他在俄羅斯沙皇宮廷服務，於1550年參加在喀山的攻擊。在1552年被擁立為可汗，隨後，他領導了反對俄羅斯侵略的戰爭。在1552年8月俄国再次出兵喀山後他被抓住了，在1553年，他皈依基督教，改名謝苗·卡薩伊維奇，以俄羅斯貴族身份定居莫斯科。